# The Devil's Prize
The Devil's Prize è un film muto del 1916 scritto e diretto da Marguerite Bertsch.

## Trama
Pur se Myra, la sua amante, aspetta un bambino, Arnold St. Clair sposa la ricca Adeline Stratton. Per nascondere la paternità di Arnold, Myra sposa, allora, in tutta fretta Hugh Roland. Intanto, lo zio di Adeline, Mark Stratton, scopre il passato assai poco limpido di Arnold che, per farlo tacere, lo uccide. Hugh, dopo essere venuto a conoscenza della relazione della moglie con Arnold, vorrebbe ammazzarlo ma, ritenendolo un codardo morto di paura perché sa che la polizia gli sta dietro, torna a casa. Ancora fumante di rabbia, si scaglia contro la bambina di Myra che lui pensava fosse sua, cominciando a strangolarla. Poi, però, si rende conto di quello che sta facendo e crolla, chiedendo perdono alla moglie e alla piccola, che si è reso conto di amare nonostante tutto.

## Produzione
Il film fu prodotto dalla Vitagraph Company of America.

## Distribuzione
Distribuito dalla Greater Vitagraph (V-L-S-E), il film - presentato da J. Stuart Blackton e Albert E. Smith - uscì nelle sale cinematografiche statunitensi il 6 novembre 1916.